# Русский союз на Украине
«Русский союз на Украине» (РСнУ) — внепартийное политическое объединение, созданное во время немецкой оккупации Украины, первоначально в УНР, а после переворота Скоропадского — в Украинской державе, где русские в новых для себя условиях фактически оказались национальным меньшинством. Организация декларировала защиту культурных потребностей и экономических прав русских на территории Украины.
В состав учредителей союза вошли представители различных политических партий — от эсеров и меньшевиков до русских националистов. Единственной политической силой, не присоединившейся к союзу, стали большевики. Председателем Временного, а затем Главного совета союза был кадет Евгений Амвросиевич Ефимовский .
Первое заседание «Русского союза» состоялось 3 (16) марта 1918 года в Киеве. Фактически организация прекратила свою деятельность в конце мая 1918 года после решения кадетов о вхождении в состав правительства Скоропадского.
Представители украинских политических сил рассматривали создание и деятельность «Русского союза» как угрозу возрождения великодержавного шовинизма, препятствованию украинизации и стремлению к объединению России в её дореволюционных границах. После установления Гетманата сотрудничество с «Русским союзом» стало одной из причин критики Скоропадского, изложенной в «Меморандуме украинских политических партий».

## Предпосылки появления
По данным переписи, проведённой в начале осени 1917 года, в Киеве проживали 231 403 русских (50,26 % от общего числа жителей), 56 225 украинцев (12,21 %), 20 567 малороссов (4,47 %), 1 895 белорусов (0,41 %) и 1 480 русинов (0,32 %). Национальность указывалась на основании ответов самих опрашиваемых. На 1918 год на Украине существовало разделение на «великороссов» и «малороссов», однако оно было больше связано с политической идентичностью, чем с этнографическими или региональными признаками. Те, кто называл себя «великороссами», зачастую, подчеркивали свою приверженность левым идеям, демократии и федерализму, признавая законность украинского движения, но отвергая его националистические крайности. В то время как те, кто идентифицировал себя как «малороссы», выражали свою приверженность правым, консервативным, монархическим и русским националистическим взглядам, выступая против идей украинства в целом.
После Февральской революции в Киеве была создана Украинская Центральная рада, которая 9 января 1918 года приняла закон о национально-персональной автономии. Согласно этому закону, меньшинствам предоставлялось право образовывать союзы для защиты своих интересов в учреждениях Украинской Народной Республики. После провозглашения независимости УНР было учреждено министерство по великорусским делам, которое было призвано заниматься координацией работы местных великорусских органов самоуправления (общинных советов и их союзов) и подготовкой к проведению выборов в Великорусское учредительное собрание Украины.
Однако, согласно законам УНР, те, кто не идентифицировал себя как русские или малороссы, несмотря на своё самоопределение, не получали национально-персональной автономии. Такая автономия предоставлялась исключительно «великороссам».
Активисты в среде «великороссов» в это время начали объединялись вокруг «своего» министерства, «Организации великороссов на Украине» и левых общероссийских партий, таких как народные социалисты, а реже как — меньшевики и эсеры. В то время как «малороссы» концентрировались вокруг Внепартийного блока русских избирателей и её фракции в Киевской городской думе.
Ещё летом-осенью 1917 года в Российской империи началось формирование воинских частей по национальному признаку, и в армии и на флоте стали возникать великорусские общественные организации. В Киеве, в ночь на 1 января 1918 года, старший техник Т. С. Ляпин, служивший в управлении гидротехнических работ армий Юго-Западного фронта, расклеил воззвания с призывом к великороссам объединяться и создавать местные, уездные, губернские и областные веча.
В местных газетах публиковались обращения Организационной группы великороссов (Т. С. Ляпин, Е. Е. Гапонов, В. А. Шишкин), которые призывали всех великороссов, проживающих на Украине, вступать в её ряды. 5 января 1918 года на собрании был принят устав «Организации великороссов на Украине», согласно которому организация брала на себя «обязанности по защите интересов граждан великорусской народности на территории Украины на началах свободного, неограниченного самоопределения». В организацию могли вступать все лица русского происхождения, независимо от их партийной принадлежности.
Новая организация ставила перед собой цель заниматься следующими вопросами: созданием представительных органов великорусской народности; защитой великорусской культуры и прав великорусского языка на Украине; охрану политических, гражданских и служебных прав великороссов от возможных ограничений; проводить демократизацию русской культуры среди великороссов на Украине путём развития просветительской деятельности; поддержание добрых отношений между великорусскими и другими национальностями; а также укрепление культурных связей с великороссами, независимо от их местонахождения.
Одновременно с этим процессом слушательницы Высших женских курсов основали женскую великорусскую организацию.
17 января 1918 года в помещении Киевского университета прошло первое собрание великороссов Киева, которое, по словам Ляпина, привлекло «необычайно большое количество публики» и сопровождалось энтузиазмом, напоминающим времена Минина и Пожарского. Во Временный совет организации вошли Т. С. Ляпин, Е. Е. Гапонов, М. М. Попов, М. М. Сухотин, П. В. Самохвалов, Е. Е. Щербинский и В. Н. Свирелин. Лидеры организации заявляли, что только за первую неделю к ним присоединилось до 10 тысяч человек, представляющих различные партии и движения
Тем не менее, озвученная цифра оказалась сильно завышенной, и большая часть населения Киева восприняла «великорусское движение» с явным равнодушием. Представители украинской общественности даже иронизировали по поводу того, что на нужды бедствующих великороссов удалось собрать всего тысячу карбованцев.

## Создание Русского союза
После того как в марте 1918 года немецкие войска вошли на территорию Украины и заняли Киев, политическая обстановка в городе значительно накалилась. Для более эффективной деятельности представителям «великороссов» и «малороссов» считали необходимым объединиться в единую общерусскую организацию. Посредническую роль в этом процессе взяли на себя кадеты, поддерживавшие контакты с обеими сторонами.
Изначально интерес к формированию новой структуры проявили даже меньшевики и эсеры, считавшие, что на Украине в целом усиливается процесс национального размежевания. Они попытались интегрироваться в русское движение, при этом не отказываясь от своих идеологических убеждений.
В итоге было принято решение сформировать внепартийное объединение на основе «Организации великороссов на Украине», возобновившей деятельность после изгнания большевиков из Киева. Организация занялась пересмотром своего устава с целью выйти за пределы сугубо «этнографических» критериев и открыть свои ряды не только для людей русского происхождения, но и для тех, кто отождествляет себя с русскими, считает русский язык и культуру родными — вне зависимости от своего этнического происхождения.
Важную роль в процессе сближения сыграл присяжный поверенный Евгений Амвросиевич Ефимовский, член московского городского комитета Партии народной свободы. Представитель правого крыла партии и сторонник конституционной монархии, он, оказавшись в Киеве после распада фронта, влился в местную общественную жизнь.

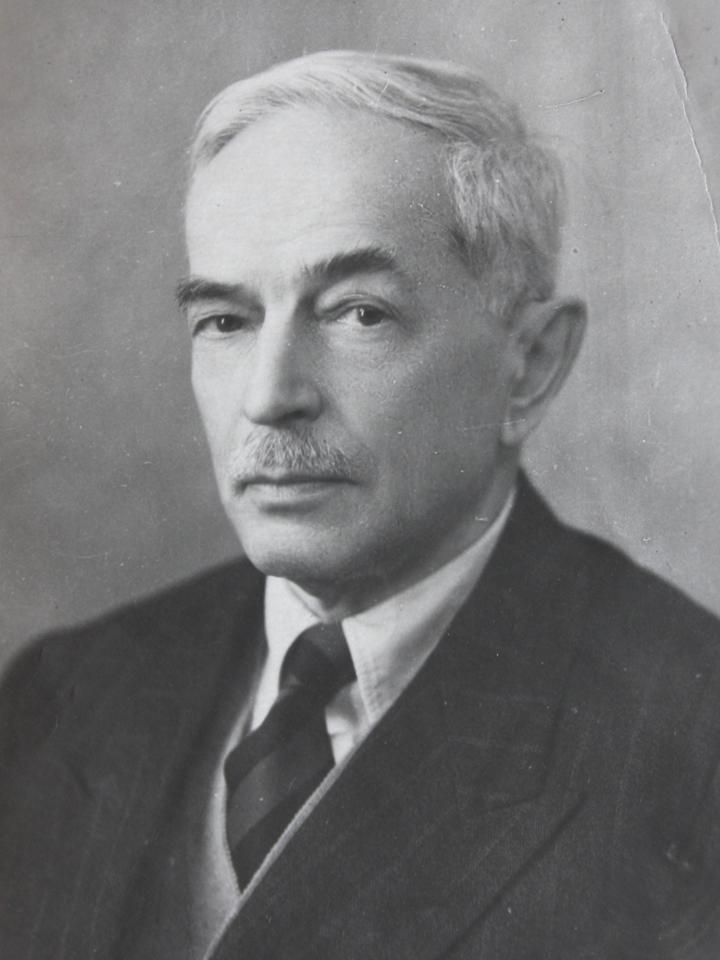
Дмитрий Одинец

24 февраля (9 марта) 1918 года состоялось совещание под председательством министра по великорусским делам Дмитрия Михайловича Одинца. В обсуждении приняли участие преимущественно социалисты и кадеты, среди них — А. Н. Зарубин, В. А. Смирнов, П. К. Соколов, А. В. Башинский, Э. Н. Алексеев, П. Г. Антоневич, В. К. Калачевский, Е. А. Ефимовский и М. М. Сухотин.

#### Дебаты о сотрудничестве с малороссами
Формально на совещании обсуждался вопрос создания «великорусской общины», однако на деле речь шла о формировании нового союза с участием «малороссов». При этом не все участники однозначно поддерживали такую инициативу. Некоторые эсеры и меньшевики, признавая необходимость выхода за пределы исключительно «великорусской» идентичности, всё же воспринимали сотрудничество с «шульгинской» группой как потенциально опасное. Так, меньшевик Алексеев подчёркивал, что «необходимо отделить от себя „малороссов“, так как задачи разные». Схожую позицию занимал и А. В. Башинский, глава Киевского военно-республиканского союза. Он резко критиковал идею сотрудничества с «малороссами», которых считал противниками принципа самоопределения, заявляя: «Слова „мы малороссы“ — это вызов украинцам, это не в наших интересах. Поэтому нам не по пути. И не следует бояться разрыва с малороссами, ибо это чистые „шульгинцы“. По их пути — пути реставрации — нельзя идти. Необходимо организовать „русский национально-украинский союз“, преследующий наряду с прочими целями объединение с украинской демократией». Подобную точку зрения разделял и эсер Зарубин, также выступивший против объединения с «малороссами».
В то же время некоторые участники совещания выступали против разрыва с «малороссами» и призывали к более гибкому подходу. Так, меньшевик Смирнов утверждал, что не следует по политическим причинам отвергать «значительную часть людей, родившихся на Украине, но признающих русскую культуру». В свою очередь, Соколов подчеркивал, что не все малороссы являются сторонниками «шульгинской» линии: «Эти элементы просто далеки от шовинистической политики Генерального секретариата. Эту часть населения не следует отбрасывать от себя. Очень многие, будучи украинцами по происхождению, не могут примириться с последними событиями и нравственно не могут стать украинскими подданными. К этому вопросу нужно отнестись осторожно и не отмахиваться от этой значительной группы». Народный социалист Антоневич также считал, что опасаться малороссов, вступающих в организацию на личной основе, не имеет смысла, и допускал возможность тактического сотрудничества с «шульгинцами» в ряде политических вопросов. Ефимовский, в свою очередь, решительно настаивал на объединении с малороссами, чтобы не допустить их полного перехода под влияние «шульгинцев».

### Дебаты о названии
Вопрос о наименовании организации также вызвал оживлённые споры. Представители левых опасались, что название вроде «Русский союз» может отпугнуть рабочие круги. Некоторые участвующие выражали сомнение по поводу названия организации, считая его схожим с «союзом истинно-русских людей» (черносотенцами). В то же время Одинец отстаивал этот вариант, считая его более точным и уместным: по его мнению, «Великороссия» — это географическое, а не культурное понятие, поскольку ни сибиряки, ни поморы не называют себя великороссами, а исключительно русскими. Также по мнению Одинца, создаваемый союз должен защищать интересы всех, кто самоидентифицируется как русские.
Министр Одинец, стремясь избежать политической окраски, предложил назвать организацию «Союзом по защите и развитию русской культуры на Украине» и пообещал привлекать её членов к деятельности своего ведомства. Однако эта инициатива вызвала возражения. Ефимовский и Сухотин выступили против предложенного названия, считая его недостаточно выразительным и политически нейтральным. Башинский же подчеркнул, что «текущий момент требует другой организации», особенно если целью является привлечение широких народных масс.

### Итоговое решение совещания
При обсуждении устава союза эсер Зарубин предложил привлечь к его составлению представителей профсоюзов и заводских комитетов великороссов, что, по его мнению, позволило бы получить поддержку масс. Однако Ефимовский напомнил, что устав уже был выработан и принят, и на данном этапе необходимо было немедленно утвердить участие в совете. В то же время, как отмечали Сухотин и Соколов, учредительные документы могли быть пересмотрены в будущем с учётом мнений общественно-политических деятелей и представителей профсоюзов. Одинец, в свою очередь, подчеркнул, что первоочередной задачей является создание Временного совета, и участники совещания сразу же начали составлять список кандидатов для баллотировки.
В результате было принято решение пригласить к сотрудничеству представителей «малоросов», выбрать название «Русский союз на Украине», а на следующем собрании утвердить устав и избрать Временный совет. Однако Зарубин, Башинский и представители левых групп, чьи мнения не были учтены, отказались входить в руководство «Русского союза». В то же время «малорусская» группа, получив приглашение, присоединилась к союзу, но осознавая, что меньшевики и эсеры, выразившие готовность сотрудничать с «малороссами», могут стать объектами критики со стороны своих партийных товарищей, Шульгин и его жена решили не вступать в этот союз. Вместо этого ВБРЭ направил в РСнУ профессоров А. Д. Билимовича и П. М. Богайевского.

### Заседание учредителей

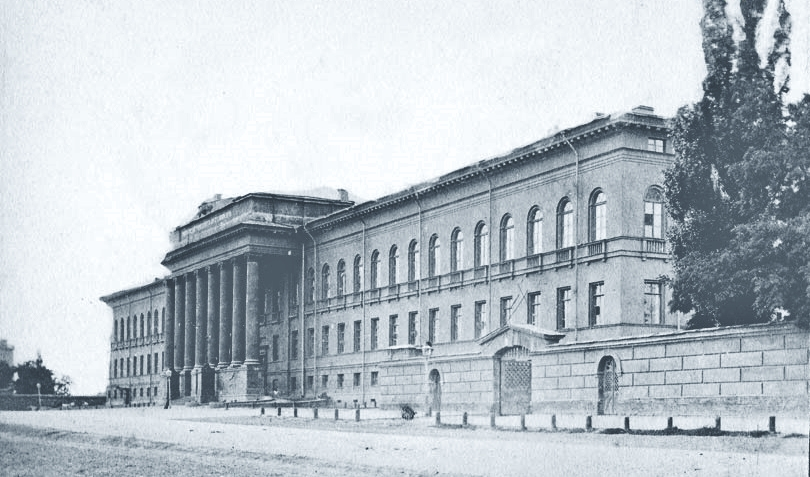
Красный корпус Киевского университета, где проходило заседание учредителей

Заседание учредителей РСнУ прошло 25 февраля (10 марта) 1918 года в аудитории Киевского университета. Устав, принятый ими, включал следующие задачи союза:
1. объединение и организацию живущих в пределах Украины русских, как уроженцев великорусских губерний и других частей России, так и уроженцев Украины, но признающих себя принадлежащими к русской народности и считающих себя носителями общерусской культуры;
2. охрана национальных прав русских на Украине и создание представительного органа от русского населения на Украине;
3. защита русских культурных интересов и развитие общерусской культуры на Украине.

На этом же собрании был избран Временный совет РСнУ, в который вошли националисты А. Д. Билимович и П. М. Богайевский, кадеты А. В. Жекулина, С. Г. Крупнов и С. Н. Луначарская, энесы П. Г. Антоневич и В. К. Калачевский, эсер П. Е. Неслобин, меньшевик Э. Н. Алексеев, «великоросс» Т. С. Ляпин, а также Т. А. Каменев, В. Е. Селинов, П. К. Соколов и профессор Е. В. Спекторский. Одновременно был сформирован президиум, в который вошли председатель — кадет Е. А. Ефимовский и члены — меньшевики В. А. Смирнов и А. К. Елачич, «великоросс» М. М. Сухотин и В. В. Буверт.
Одобренное на заседании воззвание Русского союза на Украине призывало всех русских по происхождению и тех, кто считает себя русским, объединяться. Союз ставил своей целью содействие национальному равенству, уважение к культурам всех народов, защиту прав русских на Украине и поддержание русского языка. Также акцентировалась необходимость поддержки культурно-просветительских инициатив, науки, образования, искусства и прессы. Союз планировал защищать экономические интересы русских и помогать обездоленным, безработным, а также обращаться к Русскому национальному фонду для реализации этих целей.

### Первое заседание
3 (26) марта в Коммерческом институте состоялось первое торжественное заседание Русского союза на Украине, которое привлекло огромное внимание публики. По информации «Киевской мысли», люди заполнили все лестницы, коридоры, а также стояли на хорах и улице у входа в институт. Присутствовавший на заседании московский корреспондент подчёркивал, что в отличие от подобных собраний в Москве, здесь присутствовали не только интеллигенты, но и мещане, рабочие, крестьяне.
Собрание открыл Ефимовский, после чего выступили Одинец, Елачич и украинский социалист-федералист В. Я. Зелинский. В своей речи Одинец, восхваляя национальные свободы, закреплённые украинскими законами, заявил, что РСнУ не должен иметь ничего общего с Союзом русского народа. Однако, когда Зелинский начал говорить на украинском языке, из зала раздались возмущённые голоса: «Говорите по-русски! Не надо украинского! Не понимаем! Хотя бы здесь не говорили по-украински!». Продолжив речь на русском Зелинский примирительно заявил, что «он понимает болезненную напряженность русского национального чувства», поскольку «сейчас только русские могут понять украинцев, терпевших гонения на свой язык». Его заключительные слова, вызвавшие овацию, звучали так: «Мы никогда не расстанемся со старшим братом, пусть вам не кажется, что история сказала своё последнее слово».
Тем не менее, позднее городской комитет Украинской партии социалистов-федералистов выпустил заявление, в котором утверждал, что оратор (назвав его Зименским) не является членом их организации.
На том же заседании историк Елачич попытался объяснить, почему он и другие демократы и социалисты решили вступить в РСнУ вместе с правыми. Он отметил, что хотя их разделяет целая пропасть в социальных и политических взглядах, у них есть общие цели — язык и необходимость отстаивать национальные права. Комплиментарно отзываясь об украинской культуре, он подчеркнул, что «Украина есть страна всех живущих на Украине, а не только для украинцев». Также он так охарактеризовал недавние политические изменения: «Я помню медовый месяц революции, когда я рука об руку работал с украинскими деятелями, когда я радостно изучал украинский язык. Но сейчас, когда нам его ещё навязывают, мы заявляем: „Раз нас заставляют, мы учиться не будем!“».

## Реакция на создание

### Реакция украинцев
Реакция украинских деятелей на создание «Русского союза» была предсказуемо негативной. В своей статье «Робітнича газета» украинских социал-демократов выражала тревогу по поводу роста русско-национализма, который, как утверждалось, выходил за рамки «киевлянских» и кадетских кругов. В частности, было отмечено, что российский социал-демократ В. А. Смирнов, гласный думы и бывший член Исполнительного комитета Совета рабочих депутатов, вместе с кадетами и сотрудниками «Киевлянина» собираются в новооснованном «русском» союзе защищать права русских и внедрять равенство наций.
Украинская громада студентов Киевского университета пригрозила активно противодействовать РСнУ и продолжать отстаивать украинизацию учебного заведения.
Министр судебных дел УНР Сергей Шелухин, считавший, что «Московия усвоила себе наше украинское книжное имя Руси», выразил критику в адрес названия новой организации. Он подчеркнул, что название «русские» уже давно было монополией великорусских националистов и всех русификаторов. По его мнению, под словом «русский» в общественности и политике давно подразумевалась только великорусская идентичность. Шелухин утверждал, что «Русский союз», как национальная организация, фактически является союзом великорусских националистов и русификаторов. Если эта организация хочет быть чем-то иным, то ей следует выбрать другое название.

### Реакция социалистов

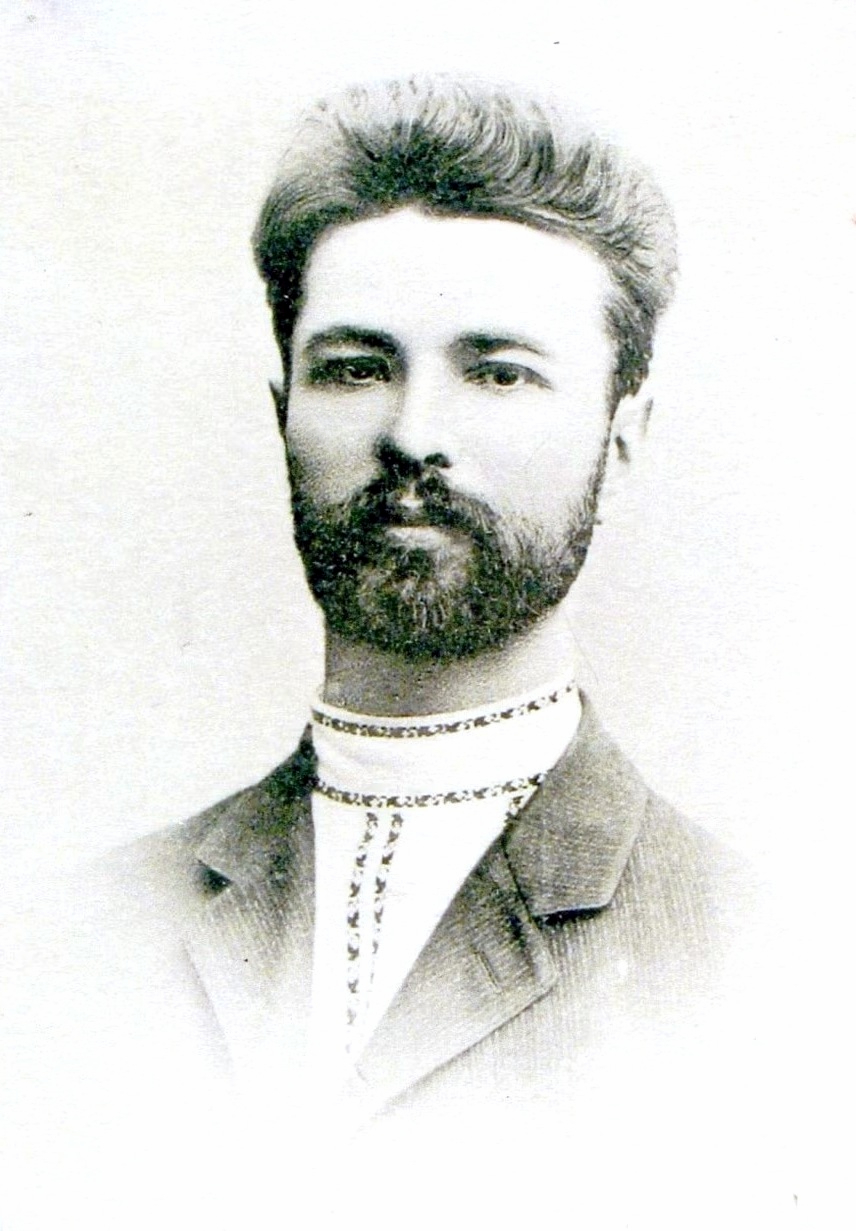
Лидер УПСФ Сергей Ефремов

Украинская партия социалистов-федералистов, не отрицали права русских на Украине отстаивать свои интересы, однако не разделяли мнения, что они подвергаются «систематическому угнетению». Лидер партии Сергей Ефремов с иронией комментировал объединение русских социал-демократов с националистами, замечая, что теперь «волки из „Киевлянина“ почивают вместе с социал-демократическими костями». По его мнению, такое объединение стало следствием политики крайних украинских сил — он образно выразился: «Наша Христюковско-Ткаченковская курица снесла вот это Елачиче-Одинцовское яйцо».
В ответ на критику Елачич обратился к Ефремову с открытым письмом, в котором отверг обвинения в «великорусском национализме». Он подчеркнул, что речь Одинца, выступавшего на собрании РСнУ как гость, была «выдержана в строго объективных и мягких тонах, чуждых национализму». Сам Елачич, как историк-марксист, заявил, что не поддерживает идею о триедином русском народе и напомнил, что ещё в 1915 году открыто выступал в защиту украинского языка. По его словам, цели и задачи РСнУ он не считал агрессивными или направленными против украинцев, напротив — они не мешают общей творческой работе с ними.
Ефремов хоть и признавал искренние намерения Одинца и Елачича, всё же резко критиковал само появление «Русского союза». Он рассматривал его как проявление «возрождения русского воинствующего национализма», который, по его мнению, возник без всякой необходимости — ведь уже существовало специальное министерство и закон о национально-персональной автономии. Ефремов отмечал, что «Русский союз» широко открыл двери для «аморфной черносотенщины», скрывающейся, в частности, под названием «русских избирателей». По его убеждению, этот союз неминуемо станет прибежищем для черносотенной обывательщины, тогда как более сознательные и политически оформленные элементы давно разошлись по партиям и не станут участвовать в подобном объединении.
Социалистическая газета «Киевская мысль» критически отозвалась о создании Русского союза на Украине, считая его цели благими, но формы — ошибочными. Редакция утверждала, что политическую борьбу за национальные права должны вести партии, а культурные нужды должна решать русская община, но не политический союз, к тому же с правым уклоном.
Газета опасалась, что союз отвлечёт от классовой борьбы и приведёт к союзу социалистов с реакционерами, ранее причастными к делу Бейлиса. В статье осуждались нападки на украинского оратора Зелинского, подчёркивалось, что за ними стоят представители дореволюционной элиты, не исчезнувшей после революции и до сих пор влияющей на политику. Сотрудничество демократов с правыми в РСнУ газета называла неестественным и опасным для демократии и национальных прав русских, предупреждая, что национализм и реакция вредят самим русским.
Елачич, увидев свою фамилию упомянутой рядом с Билимовичем и Боцаевским, вновь выступил с оправданиями и попытался объяснить, почему участие социалистов во внепартийных национальных организациях, таких как РСнУ, может быть оправданным. Он утверждал, что такое участие необходимо не только для борьбы с национализмом и шовинизмом, но и для защиты прав национальных меньшинств. В частности, Елачич акцентировал внимание на необходимости помочь «национально беспомощным русским гражданам», предоставив им хотя бы суррогат самоорганизации, напоминающий общину.
Он выражал уверенность, что именно такие фигуры, как Билимович и Боцаевский — подписавшие, по его словам, демократическое по сути воззвание — стремятся уйти от националистической и антисемитской платформы. Тем самым он настаивал, что это не социалисты отказываются от своих демократических и социалистических убеждений, а наоборот — представители старой националистической среды начинают приближаться к более прогрессивным позициям.
Елачич считал, что если Русский союз в будущем откажется от заявленной демократической программы, тогда разрыв с ним будет действительно оправдан. Однако, по его мнению, отказываться от участия в национальной работе в рамках специальной демократической организации лишь потому, что к ней присоединились правые деятели, — это было бы ошибкой. Он настаивал на важности участия социалистов в подобных структурах для продвижения своих идей.
В то же время редакция «Киевской мысли» не разделяла этого оптимизма. Она раскритиковала чаяния Елачича на демократизацию национального движения как легкомысленные. По мнению редакции, сотрудничество с «врагами демократии» может лишь усилить реакционные силы внутри движения и подорвать сами основы демократической работы.

### Уход Билимовича и Елачича

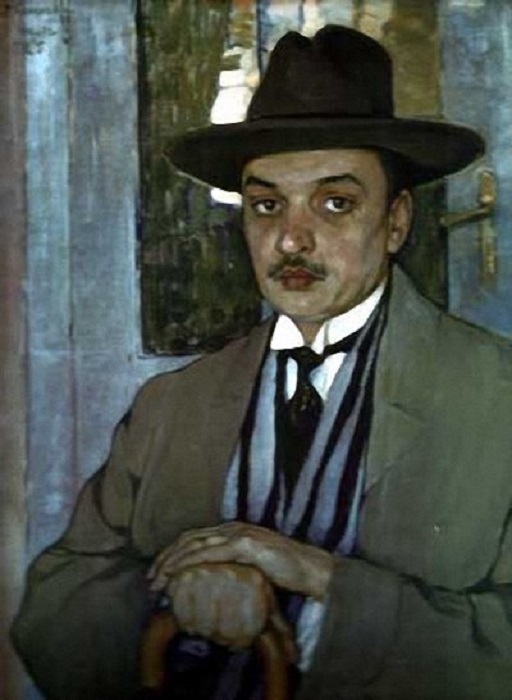
Антон Билимович

Публичные оправдания Елачича вызвали резонанс и внутри самого Русского союза. Профессор Билимович, считавший себя человеком, который может спокойно работать в рамках союза, не внося разногласий, был неприятно удивлён. По его словам, раз РСнУ является внепартийной и внеклассовой организацией, не преследующей политических целей, а ориентированной на мирную культурную деятельность, то сотрудничество с ним не должно вызывать необходимость в чьих-либо извинениях. Удивлённый тем, что его имя стало поводом для оправданий, он заявил, что не желает быть причиной трудностей для Елачича и, чтобы избавить его от «тягости таких оправданий», вышел из руководства РСнУ. Совет организации, обсудив ситуацию, признал, что слова Елачича являются его личной позицией, и выразил просьбу к Билимовичу остаться. Однако на принятое профессором решение это уже не повлияло.
Пребывание Елачича в руководстве РСнУ также оказалось недолгим. Вскоре после скандала с Билимовичем против участия социалистов в «Русском союзе» открыто выступили лидеры эсеров и меньшевиков. Всеукраинский комитет Партии социалистов-революционеров, хотя и признавал цели РСнУ в целом приемлемыми, выразил опасения, что организация может в будущем принять реакционный курс и усилить межнациональную напряжённость. Причиной для таких опасений было участие в союзе деятелей, тесно связанных с политикой русификации времён прежней власти.
ПСР, поддерживая в целом принятый закон о национально-персональной автономии и выступая за создание русской (великорусской) национальной общины на Украине, призвала своих членов воздержаться от участия в РСнУ.
Областной комитет РСДРП занял ещё более жёсткую позицию, полностью запретив членам партии участие в «союзе», аргументируя это тем, что его деятельность может лишь способствовать росту национального шовинизма. Эту линию одобрили и Киевский городской комитет, и всеукраинское совещание РСДРП.
Под давлением со стороны своих партийных соратников и эсеровских союзников меньшевик Елачич в итоге отказался от должности секретаря совета РСнУ и вышел из его состава «по независимым обстоятельствам».
После выхода социалистов из руководства РСнУ его представители отмечали ошибочность подобных решений. Они настаивали на том, что если социалистам и социал-демократам действительно дорого русское национальное движение и они хотят, чтобы оно развивалось в здоровом русле, то они обязаны не сторониться возникающих национальных союзов, а, напротив, активно в них участвовать и формировать их изнутри.
Екатерина Шульгина, супруга Василия Шульгина отмечала, что деятельность союза, который пытался объединить всех, кто оставался верен русской культуре — «от Шульгина до Елачича включительно», — потерпела неудачу. Причину она видела в том, что люди вроде Елачича боялись «скомпрометировать себя общением с чёрной сотней». По её словам, на участников всё ещё влиял «гипноз старых мест, старой вражды» и «затравленное состояние русской массы». Пока, утверждала она, существует «Киевская мысль», её круг и всё, что с ним связано, не может сотрудничать с РСнУ. «Елачича здорово ругнули, — писала Шульгина, — и он сдался без боя и извинился».
Тем не менее, несмотря на разногласия и давление, некоторые социалисты, как и русские националисты, всё же продолжили совместную работу в Русском союзе.

## Деятельность союза
Наибольшая активность «Русского союза» пришлась на апрель — начало мая 1918 года. К этому времени произошли некоторые изменения в его внутренней структуре: вместо Временного совета был избран президиум Главного совета, в который вошли председатель (Е. А. Ефимовский), его заместители (Э. А. Арханкельский, П. М. Билимович, П. Э. Неслобин и П. К. Соколов), секретарь (А. П. Попов) и его заместитель (Н. Н. Дрейер), а также председатели восьми секций: инициативно-организационной — П. К. Соколов, защиты национально-правовых интересов — С. Г. Крупнов, присечения и благотворительности — Н. С. Жекулин, культуры и просвещения — В. Э. Селинов, юридической — В. Э. Занатович, экономической — Е. Е. Слуцкий, труда — А. М. Симчен, финансовой — В. В. Буверт (кроме того, он был казначеем РСнУ).

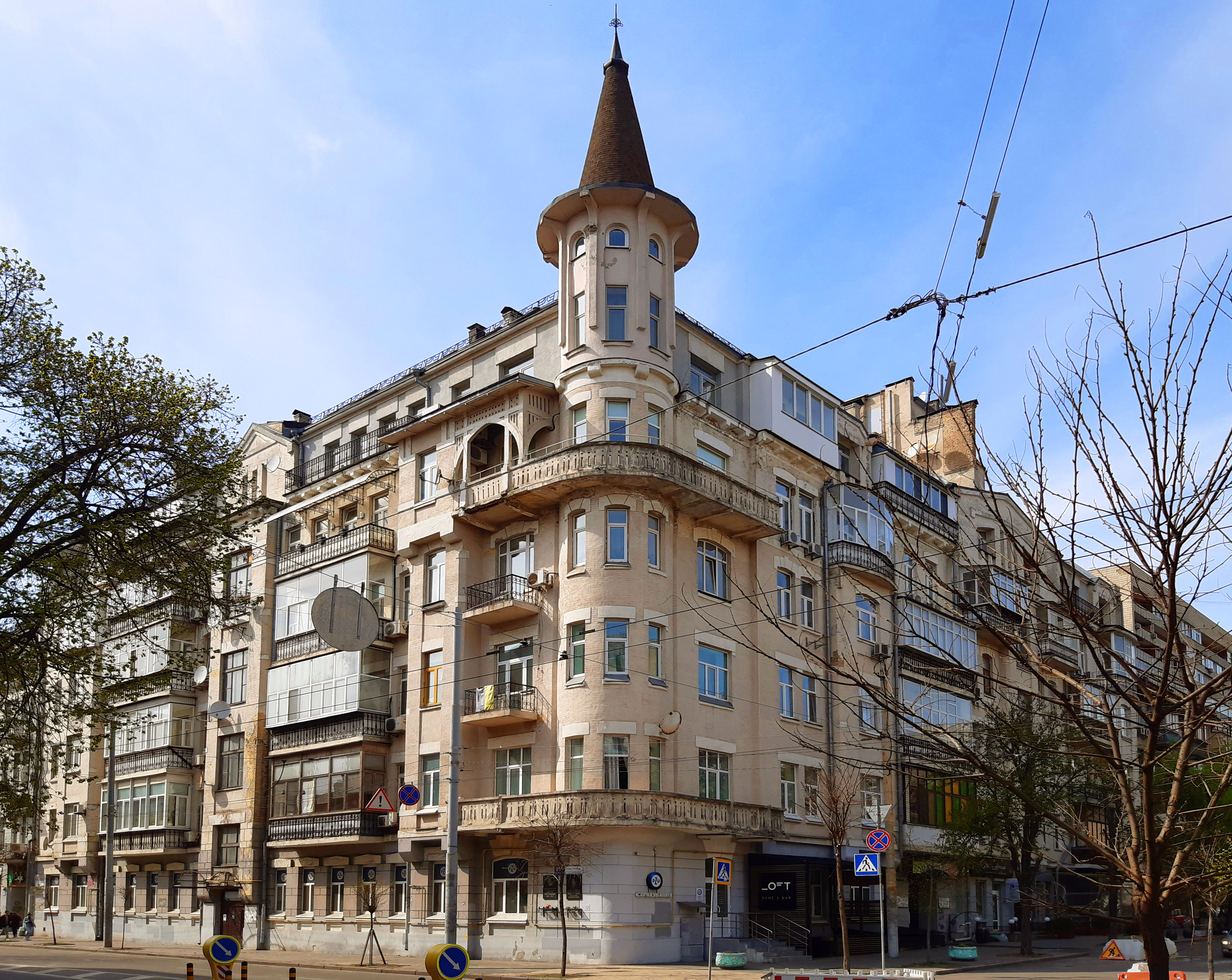
Здание, где размещалась редакция газеты «Русский голос»

Неофициальным печатным органом Русского союза стала газета «Русский голос», которая впервые вышла в печать 1 (14) апреля. Её редакция, состоявшая преимущественно из кадетов, в первой передовой статье отметила: «Силой вещей наша национальная идеология из „российской“ превращается в „русскую“». Газета размещалась в доме № 40 по Львовской улице, где также действовало консультационное бюро, занимавшееся вопросами правового положения русских на территории Украины. Вскоре при поддержке союза были открыты вечерние школы грамотности для взрослых, а также амбулатория.

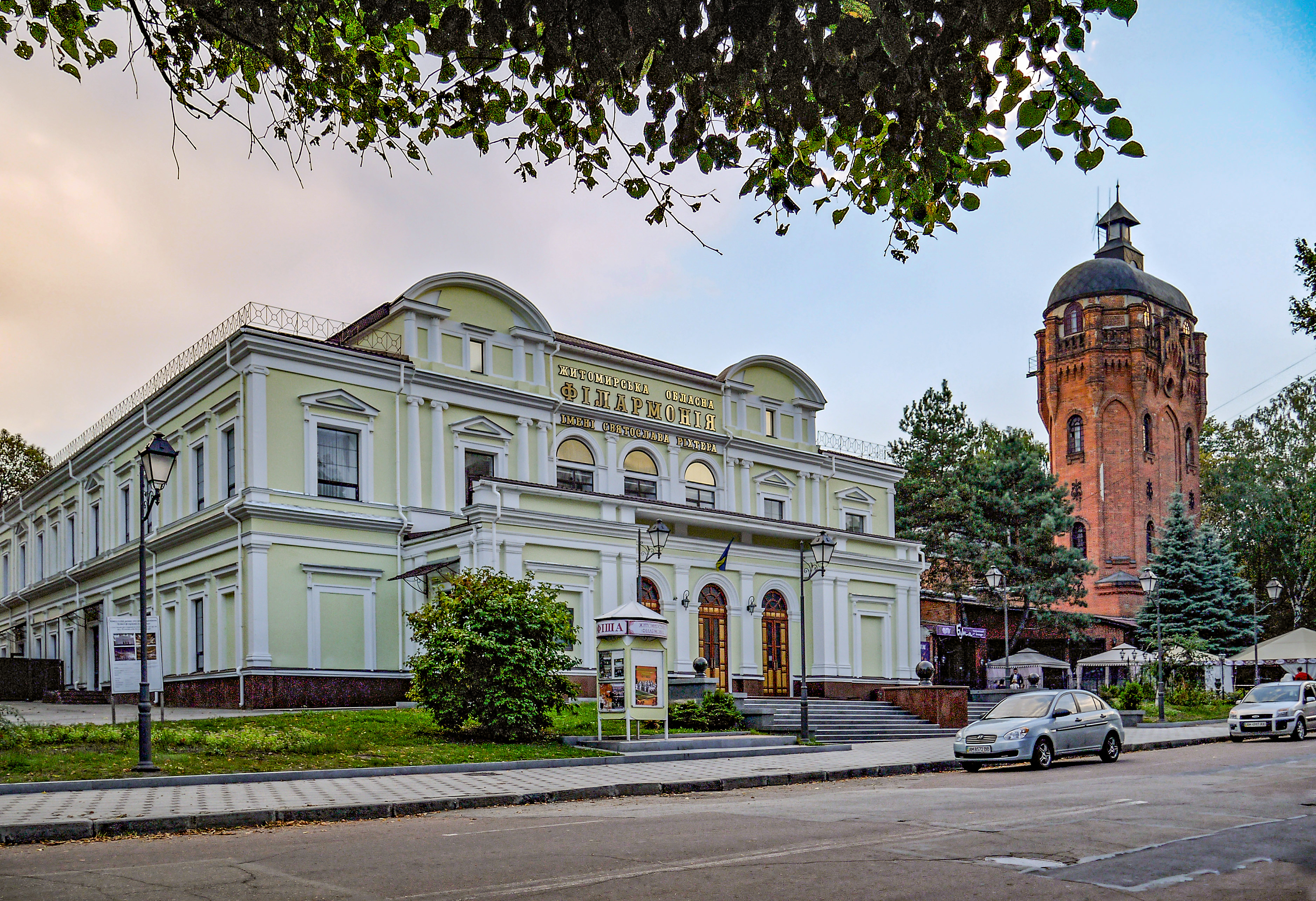
Здание Житомирского театра

При участии Одинца 8 (21) апреля в Житомирском городском театре состоялось торжественное открытие Волынского отдела РСнУ. Официально устав РСнУ был зарегистрирован Киевским окружным судом 9 (22) апреля. В этот же день начал свою работу отдел союза в Казатине. Велась подготовка к созданию новых ячеек организации в Ровно, Бердичеве, Нежине, Черновцах, Харькове, Екатеринославе, Николаеве, Херсоне, Полтаве и Мелитополе.
На выборах в Центральный орган студенческого самоуправления Киевского политехнического института РСнУ получил 49,1 % голосов, обойдя блок социалистических партий (39,2 %), польский список (7,8 %) и украинскую «Громаду» (3,9 %).
В каждом районе Киева существовали пункты для записи в «Русский союз», а публичные лекции и собрания проводились практически каждую неделю в различных аудиториях, как в центре города, так и на его окраинах. 25 марта (7 апреля) на Подоле Ефимовский выступил с докладом «Русский союз на Украине перед лицом его просвещённых критиков», а в тот же день в столовой Политехнического института Сухотин затронул тему «Община или Союз». 27 марта (9 апреля) в актовом зале Киевского коммерческого института Крупнов говорил о положении русских на Украине, после чего Соколов выступил с докладом о задачах РСнУ. 8 (21) апреля в помещении Коммерческого училища на Демиевке Сухотин представил доклад «Право быть русским».
В первой половине мая РСнУ организовал «Русские дни», которые включали детские гуляния в саду Купеческого собрания с клоунами, акробатами и фокусниками, а также званый вечер, на котором выступили Ефимовский с темой «Русский народ в символах и легендах», Балаевский с докладом «Будущие формы международных отношений», Луначарская с темой «Умолкнет ли русское слово на Украине?» и Крупнов с докладом «Украина и русские». В следующие дни в рамках «Русских дней» на Подоле планировалось проведение доклада Антоневича «Русское национальное чувство» и концерт. В Зоологическом саду предстояли гуляния и танцы под сопровождение большого духового оркестра, а на Демиевке — доклады Луначарской «Русская школа на Украине, её значение, её будущее» и Ефимовского «Русское национальное движение на Украине, его вольные и невольные враги».
РСнУ поддерживал тесные связи с Министерством по великорусским делам, в частности Ефимовский был назначен туда юрисконсультом. В конце марта 1918 года для установления контакта с общественностью и координации действий по реализации закона о национально-персональной автономии при ведомстве был сформирован Временный великорусский национальный совет, состоящий из делегатов партийных всеукраинских съездов. Совет заседал под председательством Одинца и должен был стать своего рода предпарламентом, который после выборов передал бы свои полномочия национальному учредительному собранию.
Места в совете были распределены следующим образом: по 5 человек от кадетов, эсеров и меньшевиков, 3 — от народных социалистов, 1 — от социал-демократической организации «Единство», 3 — от русской внепартийной фракции киевской городской думы, 5 — от РСнУ, 2 — от Учительского союза и 10 — от Центрального бюро профессиональных союзов. Также несколько членов РСнУ вошли в совет от других организаций, что увеличило их представительство в совете до 20 человек из 30 делегатов.
На первом заседании 18 (31) марта фракция ВБРЭ предложила переименовать Национальный совет с «великорусского» на «русский», аргументируя это тем, что совет должен был защищать интересы не только великороссов, но и всего русскоязычного населения региона. В ответ на это эсер Зарубин потребовал исключить представителей «одиозного» РСнУ, заявив, что их присутствие непропорционально велико и фактически даёт этому объединению двойной голос. Однако оратору было указано, что «одиозность союза ничем не доказана», а ожидавшиеся профсоюзные деятели могли одновременно принадлежать к различным партиям. Кроме того, в РСнУ входили и беспартийные, которые имели право представлять свою позицию.
25 марта (7 апреля) фракции эсеров и меньшевиков вновь попытались изменить состав совета, требуя оставить в нём только тех, кто был делегирован партийными комитетами. Эсер Неслобин, являющийся членом РСнУ, выразил несогласие с таким предложением, сложил с себя полномочия и покинул зал заседаний. Председатель объявил перерыв, однако, видимо, инцидент был урегулирован, и представители РСнУ остались в совете на своих местах.

## Закрытие союза
После разгона Центральной рады 16 (29) апреля в Киеве, в результате которого к власти пришёл гетман Павел Скоропадский, Украинская Народная Республика была преобразована в Украинскую Державу. В новом правительстве не было создано должности министра по национальным делам, хотя соответствующие учреждения и связанные с ними организации продолжали функционировать ещё некоторое время.
Спустя несколько недель после переворота произошёл раскол в «Русском союзе». Основной причиной стало согласие кадетов войти в пронемецкое правительство. Это решение было принято 25-28 апреля (8-11 мая) на партийном съезде, где присутствовало 70 из 89 делегатов. Ещё до начала съезда Ефимовский пытался убедить областной комитет, что поддержка гетьманата, опирающегося на германскую военную силу, противоречит верности союзникам и принципу единства России. Однако на съезде он оказался в меньшинстве. Большинство съезда также высказалось за предоставление русскому языку статуса государственного и создание правительственных учреждений для защиты национальных меньшинств.
После этого в газете «Русский голос» вышла заметка о том, что Ефимовский якобы слагает с себя полномочия председателя РСнУ и выходит из партии. Хотя он и не собирался этого делать, из-за такой публикации ему пришлось не только отказаться от председательства, но и выйти из совета РСнУ, объяснив это нежеланием «давать кому бы то ни было соблазн для политических распрей там, где им не место». С этого момента Ефимовский стал одним из ведущих сотрудников газеты «Голос Киева», издававшейся «малороссами», а в июне 1918 года возглавил общество «Русь», созданное русскими националистами, ориентированными на Белое движение.
Нового председателя в РСнУ так и не избрали, а газета «Русский голос» фактически превратилась в неофициальный орган кадетской партии. Ранее кадеты ведшие переговоры с украинцами и немцами, выступали в роли лидеров русского движения, но, войдя в правительство и получив определённое влияние на его социальную политику, они в значительной степени утратили интерес к «русскому» делу. Некоторые из них даже стали активно поддерживать политику гетмана по украинизации.
Эсеры и меньшевики, напротив, ушли в оппозицию к Скоропадскому. Интерес к защите прав русских как национального меньшинства продолжали проявлять только народные социалисты и бывший министр Одинец. «Малороссы» были враждебно настроены как к немцам, так и к украинским властям.
В конце мая, на последнем заседании совета, присутствовали девять «левых» (народные социалисты, меньшевики, эсеры) и трое «умеренных» — кадет, представители РСнУ и Учительского союза. Ефимовский, пришедший на заседание как частное лицо, жёстко раскритиковал своих бывших соратников. Он заявил: «Публики очень мало, и, если судить по числу публики, русское дело безнадёжно; один из ораторов почти так и сказал. Но кто в этом виноват и что это значит? Русские ли перестали себя чувствовать русскими или русские не видят в Национальном совете своих вождей? Пожалуй, ближе к истине второе, и не без оснований».
Ликвидация национальных ведомства состоялась 25-26 июня (8-9 июля) решением Совета министров, который передал их полномочия Министерствам внутренних дел и народного просвещения. Одновременно было приостановлено действие закона о национально-персональной автономии. Это привело к упразднению Национального совета как придатка Министерства по великорусским делам.
В результате этого деятельность «Русского союза» в Киеве была полностью завершена. Некоторое время под его вывеской продолжали действовать «русские национальные общины», которые возникли на Юге Украины в конце 1917 и начале 1918 годов. В 1919 году на основе этих общин был создан Союз русских национальных общин, действовавший на юге России, контролируемом белыми во время гражданской войны.

## Русский союз и Гетманщина
Левые силы использовали в своей пропаганде тему сотрудничества Гетьманата с «Русским союзом», указывая на то, что Скоропадский способен идти на объединение даже с силами черносотенцов, враждебных украинскому национальному движению. С этой целью, по их мнению, в «Русский союз» включали не отдельных представителей эсеров и меньшевиков, а целые партии, несмотря на то, что те не только не входили в эту организацию, но и публично осудили контакты с правыми. При этом наибольшую активность «Русский союз» проявлял не после прихода к власти Скоропадского, а до этого, и уже к концу мая 1918 года он фактически прекратил своё существование.
В «Меморандуме украинских политических партий», опубликованном в газете «Самостийник» 8 (21) мая 1918 года, подчеркивалось, что при новом гетманском правительстве «Русский союз на Украине» развернул свою антигосударственную и антиукраинскую деятельность, стремящийся восстановить «единую неделимую России».
Один из лидеров Украинской социал-демократической рабочей партии Владимир Винниченко вспоминал, что при гетмане «русские все (за исключением большевиков) вступили в „Русский союз“, который имел целью борьбу с украинством. Черносотенцы, кадеты, меньшевики и эсеры — все, под защитой немцев и льстецов, шли походом на украинское возрождение».
По словам украинского социал-демократа Павла Христюка, «Русский союз» был якобы создан для защиты московской культуры на Украине. Однако его истинной целью, по мнению Христюка, было восстановление России в её дореволюционных границах, а не защита культуры. Несмотря на заявления о защите «московской культуры» в действительности на Украине не нарушались права «московского языка», считал Христюк, и наоборот, гетманщина стремилась возвратить ему доминирующее положение.